# 오수연 (소설가)
오수연(吳受姸, 1964년 ~ )은 대한민국의 소설가이다.
서울특별시 출생으로 서울대학교 국어국문학과를 졸업하였다. 1994년 현대문학 공모에 장편 〈난장이 나라의 국경일〉로 새로운 작가상을 받아 등단하였다. 1997년 첫 단편 소설 〈빈집〉을 발표했다.
1997년부터 2년 동안 인도에서 체류한 경험을 바탕으로 2001년 먹는 행위를 통해 인간을 성찰한 연작 〈부엌〉을 출간하였다. 이중 중편 〈땅 위의 영광〉으로 2001년 제34회 한국일보 문학상을 받았다.
대한민국과 팔레스타인의 예술가, 평화활동가, 시민들이 서로 문화와 예술을 교류함으로써 아름다운 세계로 함께 나아가기 위해 만든 비 정부 문화단체 “팔레스타인을 잇는 다리” 회원으로 활동했다.

## 생애
2003년 3월 평화로운 세상을 위해 문학으로 실천하는 민족문학작가회의 파견작가 및 대한민국 이라크 반전 평화팀의 일원으로 “전쟁위기에 직면한 이라크 지역에 파견되어 평화를 원하는 세계의 여러 기구와 운동가들을 취재하고, 전쟁의 공포와 참상에 노출된 이라크 국민들의 실상을 문학적으로 담보”코자 이라크와 팔레스타인에 다녀왔다.
가만히 앉아 미국의 전횡에 한숨만 내쉬고 있기에는 너무 답답했고, 작가로서 역사가 진행되는 현장을 확인하고 싶었으며, (이번 파견이) 작가회의의 역사성과 정통성에도 부합하는 것이라 이라크 행을 결심했다.— 이라크 행 출국 소감

당시 팔레스타인과 이라크에서 ‘종군(從軍) 작가’가 아닌 ‘종인(從人) 작가’로서 전쟁의 땅에서 살아가는 사람들의 삶이 생생하게 기록한 2003년 〈아부 알리 죽지마 – 이라크 전쟁의 기록〉을 발간하여 작가의 평화에 대한 순수한 열정을 담았다.
2006년 팔레스타인의 ‘수아드 아미리’ 등 현역작가 9명의 11편의 글을 엮은 현대 산문선 〈팔레스타인의 눈물〉을 팔레스타인 시인 ‘자카리아 무함마드’와 함께 기획 번역했다.
갑자기 우리가 살아온 땅이 분할되었고 우리는 분할된 땅에 갇혔다. 갑자기 패배라는 것이 우리에게 주어졌고 우리는 패배자가 되었다. 우리는 고국에 산과 들처럼 자연스럽게 존재해왔다. 그러나 그때부터 우리는 우리 자신을 패배자로, 고국을 '점령지역'이라고 불러야 했다. 우리는 땅과 우리의 지위를 한꺼번에 잃어버렸다.— 〈팔레스타인의 눈물〉 중에서

2006년 민족문학작가회의의 젊은작가포럼으로부터 “제5회 아름다운 작가상”을 받았다.
2007년 이라크와 팔레스타인의 경험을 전쟁과 그 환경을 살아가는 사람들의 삶을 표현한 연작 소설 <황금지붕>으로 2008년 제26회 신동엽창작상을 받았다.
2007년 한국문화예술위원회 해외 레지던스 프로그램으로 팔레스타인에 체류하며(알카탄 문화재단 초청) 문화교류 활동을 벌였다.

## 작품
- 1994년 〈난장이 나라의 국경일〉(현대문학)
- 1997년 〈빈집〉(도서출판 강)
- 2001년 〈부엌〉(이룸)
- 2002년 〈선물〉(명예의전당)
- 2003년 〈아부 알리 죽지마 – 이라크 전쟁의 기록〉(향연)
- 2006년 〈팔레스타인의 눈물〉(아시아) 기획번역
- 2006년  〈길에서만난세상: 대한민국인권의현주소를찾아〉(우리교육) 박영희, 오수연, 전성태, 국가인권위원회 공저
- 2007년 〈황금지붕〉(실천문학사)